# Josef Kölble
Josef Kölble (* 6. Januar 1913 in Moskau; † 1990) war ein deutscher Verwaltungsjurist, der als Ministerialbeamter im Bundesministerium des Inneren tätig war.

## Leben
Kölble absolvierte von 1931 bis 1934 an der Universität Berlin ein Studium der Rechts- und Staatswissenschaft. Bereits während der Studienzeit war er zum 1. August 1932 der NSDAP beigetreten (Mitgliedsnummer 1.277.761) und betätigte sich als Kreisschulungsleiter des NS-Studentenbundes sowie als Reichsfachredner der Deutschen Arbeitsfront. Nach Studienende folgte der juristische Vorbereitungsdienst. In Berlin wurde er 1936 mit einer Dissertation zu einer Fragestellung der Rechtsprechung des Preußischen Oberverwaltungsgerichts bei Carl Schmitt und Reinhard Höhn zum Dr. jur. promoviert. 1938 legte Kölble die große juristische Staatsprüfung ab und war 1938/39 als Anwaltsassessor tätig. Ab 1939 war er als Sachbearbeiter beim Reichskommissar für die Preisbildung beschäftigt. Er bewarb sich 1941 beim Reichsministerium für Volksaufklärung und Propaganda zwecks Aufnahme in eine Propagandakompanie mit dem Hinweis, dass er seit „seinem Eintritt in die NSDAP 1932 ununterbrochen als Propagandist des Nationalsozialistischen Gedankenguts aktiv tätig gewesen“ sei. 1942 wurde er zum Regierungsrat befördert. Während des Zweiten Weltkrieges leistete er 1940/41 und 1942 bis 1945 Militärdienst als Sonderführer (Dolmetscher).
Nach Kriegsende befand sich Kölble bis 1953 in sowjetischer Kriegsgefangenschaft. Von 1954 bis zu seinem Eintritt in den Ruhestand 1978 war er Ministerialbeamter im Dienst des Bundesministeriums des Inneren, wo er bis zum Ministerialdirektor befördert wurde. Von 1954 bis 1957 war er in der Abteilung VI (Öffentliche Sicherheit) tätig, zuletzt als Leiter des Generalreferats für die Angelegenheiten des Bundesgrenzschutzes und der Bereitschaftspolizeien der Länder. Von 1957 bis 1973 war er in der Abteilung I eingesetzt, wo er als Abteilungs- bzw. Referatsleiter mit Verfassungsfragen  beschäftigt war. Von 1973 bis 1978 war er Abteilungsleiter für Umweltangelegenheiten.
Seit 1979 war Kölble Vorsitzender der Gesellschaft für Umweltrecht und ab 1982 Mitglied des Wirtschafts- und Sozialausschusses der EG. Er war Herausgeber und Hauptschriftleiter der Gesetzessammlung „Das deutsche Bundesrecht“. Er veröffentlichte zahlreiche Artikel in Fachzeitschriften und Sammelbänden. Er gehörte dem Vorstand der Kommission Reinhaltung der Luft an.
Eine Kurzvita Kölbles ist im Braunbuch der DDR aufgeführt.